# Merlins Grab
Als Merlins Grab (französisch Le tombeau de Merlin) wird der Rest zweier Allées couvertes im Wald von Paimpont im Département Ille-et-Vilaine in der Bretagne in Frankreich bezeichnet.

## Beschreibung
Die Megalithanlage liegt im Norden des Waldes von Paimpont im  Val de la Marette in der Nähe des Weilers Le Buisson.
Die beiden stehenden und eine flache Platte stammen von zwei Allées couvertes, dem „Tombeau de Merlin“ und dem „Tombeau de Viviane“, die beiden Anlagen wurden immer wieder stark gestört. 1892 wurden einige der Steinblöcke von Grabräubern auf der Suche nach einem hypothetischen Schatz zerstört. Es existiert noch ein Foto aus dem Jahre 1900, auf dem noch Reste der beiden Anlagen zu sehen sind, bevor sie vor 1920 in ihrer heutigen Form zusammengestellt wurden.

## Entdeckungsgeschichte
Der französische Dichter Auguste Creuzé de Lesser (1771–1839) veröffentlichte im Jahr 1811 ein Versepos mit 50.000 Versen unter dem Titel La Table ronde (die Tafelrunde). Darin bezieht er sich wie einige seiner dichterischen Vorbilder aus vergangenen Jahrhunderten auf die Gestalt Merlins, der im sagenhaften Wald von Brocéliande in der Bretagne begraben worden sei. Das Epos hatte großen Einfluss in Frankreich. Im Jahr 1820 schrieb der Richter und Gelehrte J. C. D. Poignant in der Brochure des Antiquités Historiques einen Artikel, in dem er den Wald von Brocéliande mit dem Wald von Paimpont, 30 Kilometer südwestlich von Rennes identifizierte. Darauf begann eine Jahrzehnte währende Suche nach dem Grab, in dem reiche Schätze vermutet wurden. Immer wieder wurde auf die im Wald liegenden Allées couvertes als mögliche Begräbnisplätze Merlins hingewiesen.
Schließlich lokalisierte im Jahr 1889 Félix Bellamy, ein Professor aus Rennes, die Megalithanlage, basierend auf Aussagen von örtlichen Bewohnern, als Grab Merlins.
Inzwischen ist der Wald von Paimpont Ziel von neopaganistischen Strömungen und Anhängern des Sagenkreises um die Ritter der Tafelrunde. 
In Großbritannien gibt es Denkmäler dieser Art mit ähnlichen Namen.
In der Nähe liegen das Haus der Viviane, die Allée couverte de l’Orgeril, die Allée couverte du tombeau des Anglais sowie die Steinkiste von La Guette.